# Neumania spinipes
Neumania spinipes är en kvalsterart som först beskrevs av Otto Friedrich Müller 1776. Neumania spinipes ingår i släktet Neumania och familjen Unionicolidae. Inga underarter finns listade i Catalogue of Life.